# Eilandsraadverkiezingen Curaçao 2010/Kandidatenlijst/FOL
Dit is de lijst van kandidaten voor de eilandsraadverkiezingen op Curaçao van 2010 voor de partij FOL. De lijsttrekker was Anthony Godett. De partij behaalde twee zetels en in totaal 4.813 stemmen (6,47%).

## Kandidatenlijst
Hieronder volgt de kandidatenlijst.
| Positie | Kandidaat                                 | Stemmen |
| ------- | ----------------------------------------- | ------- |
| 1       | Anthony Amadeo Godett                     | 3.005   |
| 2       | Juniël Reinaldo Carolina                  | 362     |
| 3       | Almier Martha Godett                      | 253     |
| 4       | Julio Gervasio Constansia                 | 120     |
| 5       | Jefferdion Garfield Raymond Polonius      | 72      |
| 6       | Edmiro P. Jansen                          | 50      |
| 7       | Maria Corelli Helena Clarita Rosalie Nita | 78      |
| 8       | Jagdish Jack Oedjaghir                    | 85      |
| 9       | Ronald A. Carolina                        | 31      |
| 10      | Frensel José Marchena                     | 66      |
| 11      | Ramsey Leonardo Betorina                  | 35      |
| 12      | Rennox F. Calmes                          | 61      |
| 13      | Humfried A. Emanuel                       | 21      |
| 14      | Leonel Clement Abrahams                   | 80      |
| 15      | Samuel E.F.R. Rose                        | 41      |
| 16      | Ivan Abraham Strick                       | 34      |
| 17      | Rignald J. Ocalia                         | 49      |
| 18      | Dominique L.M.F. Adriaens                 | 16      |
| 19      | Jerrel R. Constancia                      | 26      |
| 20      | Hubert Antonio Rojer                      | 25      |
| 21      | Harryson F. Martijn                       | 31      |
| 22      | Edison J.A.B. Maduro                      | 34      |
| 23      | Humphrey F.S. Kwidama                     | 27      |
| 24      | Lery A.L. Regales                         | 16      |
| 25      | Richenel S.M. Meulens                     | 20      |
| 26      | Sidney G. Capella                         | 19      |
| 27      | Verlon J.B. Donker                        | 56      |
| 28      | Gislaine S. Rogers                        | 25      |
| 29      | Mirna Altecracia Louisa-Godett            | 75      |